# Erdbeben von Yogyakarta 2006
Das Erdbeben von Yogyakarta erschütterte am 27. Mai 2006 um 05:53 Uhr Ortszeit den Boden. Das Erdbeben mit der Magnitude 6,3 MW hatte sein Epizentrum im Sultanat Yogyakarta auf der indonesischen Insel Java. Mehr als 5700 Menschen kamen bei der Katastrophe ums Leben, mindestens 37.000 wurden verletzt. Mehr als 350.000 Gebäude wurden zerstört oder beschädigt.

## Tektonik
Die Insel Java liegt auf der kleinen Sundaplatte, unter der im Sundagraben die Australische Platte subduziert. Erdbeben in dem Gebiet stehen häufig im Zusammenhang mit dieser Plattengrenze, das Beben vom 27. Mai 2006 war jedoch ausschließlich ein Intraplattenbeben auf der Sundaplatte. Möglicherweise besteht ein indirekter Zusammenhang mit dem Subduktionsprozess, der eine Stress-Akkumulation an der Oberkruste induziert haben könnte.
Es gibt wegen fehlerhafter Seismographen gewisse Unsicherheiten in der Interpretation der seismologischen Daten. So geben verschiedene Erdbebenwarten Magnituden von 6,2 bis 6,4 MW an. Nach Angaben des United States Geological Survey lag das Epizentrum des Bebens rund 20 Kilometer südöstlich des Stadtzentrums der Stadt Yogyakarta und sein Hypozentrum in 12,5 Kilometer Tiefe. Die Ausdehnung der Herdfläche wird auf etwa 20 × 10 Kilometer geschätzt. Die Erschütterungen dauerten circa 60 Sekunden lang an, eine für die Stärke des Bebens ungewöhnlich lange Zeitspanne.
Der Herdvorgang war entweder eine reine Seitenverschiebung oder – wahrscheinlicher – eine Seitenverschiebung mit einer Aufschiebungskomponente. Der Erdbebenherd lag an der sinistrale Opak-Verwerfung (benannt nach dem nahegelegenen Fluss Opak). Dem Beben folgten zahlreiche Nachbeben, deren Epizentren vorwiegend rund fünf Kilometer östlich der Opak-Verwerfung lagen.
Möglicherweise besteht ein Zusammenhang zwischen der erhöhten Aktivität des Vulkans Merapi und dem Erdbeben.

## Opfer und Schäden
| Provinz     | Regierungsbezirk | Tote  | Verletzte |
| ----------- | ---------------- | ----- | --------- |
| Yogyakarta  | Bantul           | 4.121 | 12.026    |
| Yogyakarta  | Sleman           | 240   | 3.792     |
| Yogyakarta  | Yogyakarta       | 195   | 318       |
| Yogyakarta  | Gundungkidul     | 81    | 1.086     |
| Yogyakarta  | Kulonprogo       | 22    | 2.179     |
| Zentraljava | Klaten           | 1.041 | 18.127    |
| Zentraljava | Magelang         | 10    | 24        |
| Zentraljava | Boyolali         | 4     | 300       |
| Zentraljava | Sukoharjo        | 1     | 67        |
| Zentraljava | Purworejo        | 1     | 4         |
| Zentraljava | Wonogiri         | 0     | 4         |
| Gesamt      | Gesamt           | 5.716 | 37.927    |

Die am schwersten getroffenen Gebiete waren die Regierungsbezirke Bantul in Yogyakarta und Klaten in Zentraljava. In einigen Gebieten in Aufschüttungsebenen waren die Erschütterungen aufgrund von Böden mit lockeren Sedimenten besonders destruktiv. Laut einer im Juni 2006 veröffentlichten Auswertung durch regionale und lokale Behörden kamen bei dem Erdbeben 5.716 Menschen ums Leben und 37.927 wurden verletzt. Diese Angaben werden als Untergrenze der tatsächlichen Opferzahlen angesehen, anderen Angaben zufolge gab es 60.000 Verletzte.
Derselben Auswertung zufolge wurden mindestens 156.000 Gebäude zerstört und mehr als 200.000 beschädigt. Nur die wenigsten Wohngebäude der dicht besiedelten Region waren erdbebensicher gebaut.
Viele Gesundheitseinrichtungen waren vom Beben betroffen, allein in der Stadt Yogyakarta mussten 17 Krankenhäuser geschlossen werden. 2.155 Bildungseinrichtungen wurden zerstört oder beschädigt. Viele religiöse Einrichtungen wurden beschädigt. Schwere Schäden entstanden am UNESCO-Welterbe der hinduistischen Tempelanlage Prambanan.
Straßen und Brücken wurden auf einer Gesamtlänge von etwa 49 Kilometern beeinträchtigt. Der beschädigte Flughafen von Yogyakarta nahm nach zwei Tagen den Betrieb für Hilfslieferungen wieder auf. Bei Leitungsnetzen von Versorgungsbetrieben kam es zu relativ geringen Schäden. Der wirtschaftliche Schaden des Erdbeben wurde auf mindestens 3 Milliarden US-Dollar geschätzt.

Durch das Erdbeben gerieten Menschen aus Furcht vor einem möglichen Tsunami in Panik. Tausende verbrachten aus Angst vor Nachbeben die Nächte im Freien. Starker Regen und anhaltende Stromausfälle behinderten die Rettungsarbeiten. Zahlreiche Staaten sowie die UNO boten Hilfe an.

## Belege
1. 1 2  M 6.3 - Java, Indonesia. USGS, abgerufen am 23. Juli 2020 (englisch).
2. ↑  Birger-G. Lühr, Thomas Walter, Joachim Wassermann, Ade Anggraini, Rongjang Wang, Diana Wagner, Stefano Parolai, Jochen Zschau, Prih Harjadai: Das Mw 6.4 Bantul Erdbeben 2007 – Ein überraschendes Desaster? In: 68. Jahrestagung der Deutschen Geophysikalischen Gesellschaft. S. 209f., online (PDF; 2,68 MB) auf tu-freiberg.de.
3. ↑  R Budiman, D. P. Sahara, A. D. Nugraha: Determining Source Model and Aftershocks of 2006 Yogyakarta Earthquake, Indonesia using Coulomb Stress Change. In: IOP Conference Series: Earth and Environmental Science. Band 318, 2019, S. 1–8, DOI:10.1088/1755-1315/318/1/012026 (englisch).
4. ↑  Anett Keller: Erdbeben in Indonesien: „Alles schrie Tsunami, Tsunami“. In: spiegel.de. 27. Mai 2006, abgerufen am 4. August 2020.
5. ↑  Erdbeben auf Java: Helfer verzweifelt, Dauerregen behindert Rettungsarbeiten. In: spiegel.de. 29. Mai 2006, abgerufen am 4. August 2020.